# Ардаль (шагрестан)
Округ Ардаль (перс. شهرستان اردل) — шагрестан у провінції Чахармахал і Бахтіарі в Ірані. Столиця шагрестану — місто Ардаль. За даними перепису населення 2006 року, населення шагрестану (за винятком територій, з яких пізніше був утворений округ Кіар) становило 68740 людей. Шагрестан поділяється на два райони: Меркезі (Центральний) і М'янку.